# Bolazec
Bolazec (tiếng Breton: Bolazeg) là một xã của tỉnh Finistère, thuộc vùng Bretagne, miền tây bắc Pháp.

## Dân số
Người dân ở Bolazec được gọi là Bolazécois.